# Архангельськ—Астрахань (лінія)
Архангельськ—Астрахань (нім. AA-Linie) — планований східний рубіж Третього райху, який мав би встановитися в разі перемоги Вермахту над Червоною Армією в результаті операції «Барбаросса», військова мета цієї операції.

## Загальні відомості
Лінія пролягала від північного російського порту Архангельськ, уздовж Волги через Казань і Сталінград до порту Астрахань (єдине відхилення — генеральна округа німців Поволжя із її заволзькими територіями). На схід від неї мали знаходитися території ослабленого СРСР, куди передбачалося виселити «надлишки» радянських громадян з окупованих територій. З німецької сторони кордону містилися б райхскомісаріати Московія, Україна (межі якої доходили б на сході до нижньої Волги, включаючи генеральні округи Саратов і Царицин, та навіть заходили за Волгу, як у випадку з генеральною округою поволзьких німців), а також Кавказ (що включав би Астрахань — адміністративний центр німецької Калмикії). На лінії передбачалося створити потужний оборонний вал — «загороджувальний бар'єр проти Азійської Росії». Більшість Червоної Армії мала бути розгромлена на захід від цієї лінії до настання зими 1941—1942 рр. у ході швидкої військової кампанії. Німецький Вермахт припускав, що більшість радянських військових запасів і основна маса продовольства та левова частка потенціалу населення Радянського Союзу містилися на захід від передбачуваної лінії А—А. Якби цього рубежу було досягнуто, СРСР був би також позбавлений близько 86 % своїх запасів нафти (нафтові промисли Кавказу). Демаркаційну лінію А-А як кінцеву мету військових дій військові планувальники обрали спеціально, бо повне знищення всього Радянського Союзу за одну військову кампанію вважалося фізично неможливим з огляду на його географічні розміри. Радянські промислові центри, що залишалися на схід від майбутньої лінії, підлягали знищенню шляхом авіанальотів углиб країни, для чого виділялося ціле авіаційне з'єднання (нім. Luftflotte).
Згодом передбачалося остаточно «добити» СРСР і зімкнутися з Японською імперією по річці Єнісей, а на щойно загарбаній території утворити три нові райхскомісаріати:
- Урал (нім. Üral)
- Західний Сибір (нім. West Sibirien), що включала Новосибірськ
- Нордланд (нім. Nordland) — арктичні території на схід від Архангельська.

У роки Німецько-радянської війни Вермахту вдалося вийти на цей рубіж лише у Сталінграді.